# Ronan Parke (album)
Ronan Parke is het debuut studioalbum van de Engels zanger Ronan Parke. Het werd uitgebracht in het Verenigd Koninkrijk op 24 oktober 2011. Het album bestaat hoofdzakelijk uit covers. 

## Singles
"A Thousand Miles", oorspronkelijk door Vanessa Carlton, is de eerste single van het album. In de videoclip die op 14 september werd uitgebracht is Parke te zien tegen verschillende gekleurde achtergronden, terwijl teksten van het nummer op het beeld verschijnen. De single zelf werd uitgebracht op 24 oktober 2011.

## Tracklist
| Nr. | Titel                          | Schrijver(s)                                                                          | Duur |
| --- | ------------------------------ | ------------------------------------------------------------------------------------- | ---- |
| 1.  | Feeling Good                   | Anthony Newley and Leslie Bricusse                                                    | 2:45 |
| 2.  | Forget You                     | Christopher "Brody" Brown, Peter Hernandez, Cee Lo Green, Philip Lawrence, Ari Levine | 3:42 |
| 3.  | A Thousand Miles               | Vanessa Carlton                                                                       | 3:59 |
| 4.  | Fix You                        | Coldplay                                                                              | 4:27 |
| 5.  | Because of You                 | Kelly Clarkson, David Hodges, Ben Moody                                               | 3:39 |
| 6.  | You Gotta Be                   | Des'ree and Ashley Ingram                                                             | 3:37 |
| 7.  | Make You Feel My Love          | Bob Dylan                                                                             | 3:14 |
| 8.  | Songbird                       | Christine McVie                                                                       | 3:41 |
| 9.  | We'll Rock the World           |                                                                                       | 3:58 |
| 10. | Stronger Than I Am             | Gary Barlow                                                                           | 3:46 |
| 11. | The Edge of Glory (akoestisch) | Stefani Germanotta, Fernando Garibay, Paul Blair                                      | 3:15 |
| 12. | Firework (akoestisch)          | Katy Perry, Mikkel S. Eriksen, Tor Erik Hermansen, Sandy Wilhelm, Ester Dean          | 4:06 |

## Hitnoteringen
| Hitlijst                          | Hoogste notering |
| --------------------------------- | ---------------- |
| Scottish Singles and Albums Chart | 32               |
| UK Albums Chart                   | 22               |